# Kingston (Kent)
Kingston is een civil parish in het bestuurlijke gebied City of Canterbury, in het Engelse graafschap Kent met 471 inwoners.